# 1974-es magyar birkózóbajnokság
Az 1974-es magyar birkózóbajnokság a hatvanhetedik magyar bajnokság volt. A kötöttfogású és a szabadfogású bajnokságot is július 6. és 7. között rendezték meg Budapesten, az Olimpiai Csarnokban.

## Eredmények

### Férfi kötöttfogás
| Versenyszám | Arany                       | Arany | Ezüst                          | Ezüst | Bronz                            | Bronz |
| ----------- | --------------------------- | ----- | ------------------------------ | ----- | -------------------------------- | ----- |
| 48 kg       | Sántha József Újpesti Dózsa |       | Seres Ferenc Honvéd Szondi SE  |       | Hegedűs Sándor Ganz-MÁVAG VSE    |       |
| 52 kg       | Rácz Lajos Honvéd Szondi SE |       | Doncsecz József Vasas SC       |       | Trenka János Dunaújvárosi Kohász |       |
| 57 kg       | Szőnyi János Bp. Spartacus  |       | Molnár Gyula Ganz-MÁVAG VSE    |       | Kiss József Bp. Honvéd           |       |
| 62 kg       | Tóth István Ganz-MÁVAG VSE  |       | Lakatos András Bp. Honvéd      |       | Lázár György Debreceni VSC       |       |
| 68 kg       | Toma Ferenc Vasas SC        |       | Németh István Bp. Spartacus    |       | Sólyom Sándor Ganz-MÁVAG VSE     |       |
| 74 kg       | Toma Mihály Vasas SC        |       | Hornyák József BVSC            |       | Csapó Antal BVSC                 |       |
| 82 kg       | Hegedűs Miklós Vasas SC     |       | Juhász József Diósgyőri VTK    |       | Nagy István Ganz-MÁVAG VSE       |       |
| 90 kg       | Pércsi József Bp. Honvéd    |       | Gurics György Honvéd Szondi SE |       | Szabó Tamás Dunaújvárosi Kohász  |       |
| 100 kg      | Kiss Ferenc Ganz-MÁVAG VSE  |       | Farkas József Vasas SC         |       | Varga Imre Ganz-MÁVAG VSE        |       |
| +100 kg     | Rovnyai János MTK           |       | Nagy József Bp. Honvéd         |       | Rozsos Ferenc Debreceni VSC      |       |

### Férfi szabadfogás
| Versenyszám | Arany                         | Arany | Ezüst                            | Ezüst | Bronz                          | Bronz |
| ----------- | ----------------------------- | ----- | -------------------------------- | ----- | ------------------------------ | ----- |
| 48 kg       | Gyulai Mihály Újpesti Dózsa   |       | Mártha István Orosházi Spartacus |       | Dubnitz Béla Bp. Honvéd        |       |
| 52 kg       | Szalontai Imre Bp. Honvéd     |       | Szalontai Zoltán Diósgyőri VTK   |       | Erdős Márton Bp. Honvéd        |       |
| 57 kg       | Idei Lajos Ferencvárosi TC    |       | Jámbor László Debreceni VSC      |       | Molnár József Bp. Honvéd       |       |
| 62 kg       | Fodor Mihály Debreceni VSC    |       | Széles József Ferencvárosi TC    |       | Fekete Tibor Bp. Honvéd        |       |
| 68 kg       | Kocsis János Bp. Honvéd       |       | Szabó László Vasas SC            |       | Szabó István Kecskeméti SC     |       |
| 74 kg       | Rusznyák József Diósgyőri VTK |       | Fehér István Ferencvárosi TC     |       | Nagy Lajos Honvéd Szondi SE    |       |
| 82 kg       | Kovács István Csepel SC       |       | Molnár Géza Bp. Honvéd           |       | Deák András Debreceni VSC      |       |
| 90 kg       | Bajkó Károly Vasas SC         |       | Gila István Bp. Honvéd           |       | Csábi Árpád BVSC               |       |
| 100 kg      | Csatári József Bp. Honvéd     |       | Péter László Debreceni Bocskai   |       | Kispéter Tibor Ferencvárosi TC |       |
| +100 kg     | Balla József Ferencvárosi TC  |       | Maróthy István Csepel SC         |       | Szemerédi Péter Bp. Honvéd     |       |